# 헨리 카웰

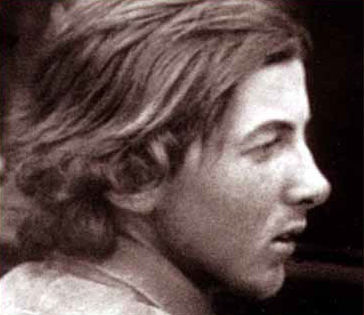

헨리 카웰(Henry Cowell, 1897년 3월 11일 ~ 1965년 12월 10일)은 미국의 작곡가이자, 음악 이론가, 피아노 연주자이다.
뉴욕과 캘리포니아에서 음악을 배우기 시작한 뒤 베를린 유학을 한 카웰의 음악생활은 12살 때인 1912년 샌프란시스코에서 작곡 및 피아노 연주회를 가짐으로써 시작되었다. 1920년대에 5차에 걸쳐 유럽을 여행하여 버르토크, 베르크 등과 친교를 갖게 되었으며, 1928년, 미국인 음악가로서는 처음으로 러시아를 방문하였다. 그 후 30년간 미국·유럽·아시아 등지에서 교수생활을 하였는데, 제자로는 조지 거슈윈, 존 케이지 등이 있다.
레온 테레민과 협력하여 16개의 다른 리듬형을 정확히 연주할 수 있는 전기 리듬악기 '리드미콘(Rhythmicon)'을 발명했는데, 그의 작품의 특징의 하나는 마지막 형태 또는 내용을 명확하게 완성하지 않고, 연주자 자신이 재구성 또는 연주시간의 길이를 조정할 수 있도록 '탄력적(elastic)' 형태를 만든 것이다. 카웰은 현대 미국의 가장 활동적이었던 작곡가의 한 사람이며 1천 곡 이상을 작곡하였다.